# Майкл Ґренда
Майкл Ґренда (англ. Michael Grenda, 24 квітня 1964) — австралійський велогонщик.
Олімпійський чемпіон 1984 року в командній гонці переслідування на 4000 м. Переможець Ігор Співдружності 1982 (командна гонка переслідування).